# 中华田园犬
中华田园犬原被稱為土狗，而草狗為其別稱。土狗并不是某一种具体的犬种名稱，而是指中國本土原產的原生犬、“土著”狗。如：廣西獵犬、廣東唐狗、松毛犬（原種鬆獅犬）、蘇犬、青川犬、胡子狗。
由於在中國大陸，“土狗”一詞有歧義，故一些寵物保護協會將土狗命名為“中華田園犬”。

## 名称起源
中华田园犬的祖先和亚洲其他犬种类似，都是源于东南亚狼，距今已历经万年演化，依旧保留了嘴短、额平等狼的一些特征，但耳部下垂，尾巴上卷。它们随着汉族的迁移而分布于全国各地。田园犬最早的文献记载最早源自《周礼》。
这类家犬虽然已驯化多年，曾被广泛用于看家护院和中国早期先民的狩猎活动。但由于缺乏合理的分类与正式命名，除了部分名犬外，其他只是按照民间的称谓，各地名称也有所不同。

## 近况
中华田园犬广泛用于农村的看家护院和早期的狩猎。纯种中华田园犬（黄狗、柴狗），20世纪守家护院比较普遍比较多，由于21世纪人民生活水平提高，大量引进国外犬只，导致纯种中华田园犬不受重视。另外由於中华田园犬容易攻击陌生人，某些城市考慮養這種狗具有危險性，所以一度將中华田园犬列入禁养名录，但是後來又逐步將中华田园犬移出禁养名录。